# Neptunusritueel

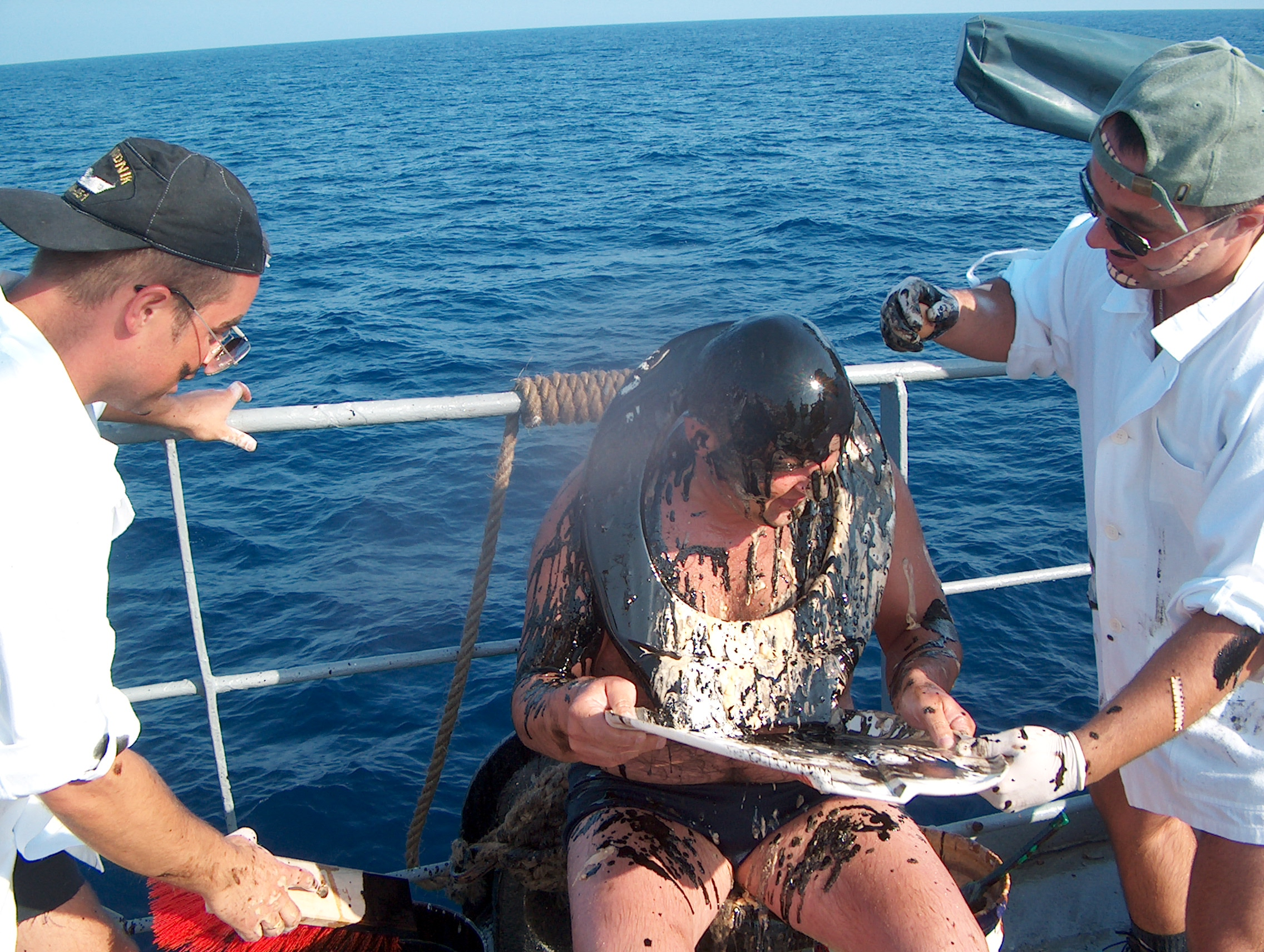
Neptunusritueel aan boord van een Pools schip

Het Neptunusritueel is het wereldwijd voorkomende gebruik van zeelieden dat wordt uitgevoerd wanneer een bemanningslid of een passagier voor de eerste maal de evenaar oversteekt. 
Er zijn verschillende vormen van dit ritueel, voorkomende varianten zijn onder meer dat een dopeling door een (verklede) Neptunus wordt gereinigd, nadat deze is ingesmeerd met allerhande smurrie. Vervolgens krijgt men een aan zee of weer gerelateerde bijnaam en vaak ook een oorkonde. In de Angelsaksische maritieme traditie neemt het ervaren, maar lagere rangs personeel voor een dag en een avond de rol van het officierskorps over, gevolgd door een ritueel waarbij koning Neptunus en zijn hof de nieuwelingen aan een reeks beproevingen onderwerpt. Deze beproevingen waren voorheen tamelijk ruig van karakter, maar zijn tegenwoordig door de autoriteiten enigszins ingeperkt. 
Het Neptunusritueel is een initiatierite, maar geen doop in de religieuze zin des woords. Men kan het als een vorm van ontgroening beschouwen. Het gebruik stamt uit de tijd van de ontdekkingsreizen van de Portugezen, die bij het overschrijden van de gevreesde evenaar hun moed en geloof wilden versterken met behulp van een doop. Vóór die tijd meende men in Europa dat het gebied van de evenaar te heet zou zijn om te bewonen of te doorkruisen, en dat iedere tocht naar het zuidelijk halfrond dodelijk zou zijn.
In de koopvaardij is dit ritueel enigszins in onbruik geraakt, maar wordt tegenwoordig vooral als vermaak gezien. Het is vooral op cruiseschepen populair. Bij de marine is het ook nog een gangbaar gebruik.